# Nomascus gabriellae
Il gibbone dalle guance rosa (Nomascus gabriellae Thomas, 1909), anche noto come gibbone dalle guance dorate, gibbone crestato dalle guance gialle, gibbone crestato dalle guance dorate, gibbone dalle guance rosse, o gibbone dalle guance lucidate, è una specie di gibbone originaria del Vietnam, del Laos e della Cambogia. Il nome della specie, gabriellae, rende omaggio alla naturalista britannica Gabrielle Maud Vassal, che per prima scoprì la specie.

## Descrizione
La lunghezza del corpo può raggiungere circa 60 cm, il peso i 7 kg. A differenza delle altre specie di gibboni le femmine sono leggermente più piccole dei maschi. Come tutti i gibboni del genere Nomascus il gibbone dalle guance rosa mostra un chiaro dimorfismo sessuale nella colorazione. Il gibbone dalle guance rosa nasce biondo, diventando nero con l'età. I maschi portano questa colorazione per tutta la loro vita, sviluppando le caratteristiche guance dorate. Le femmine nascono bionde per confondersi con la pelliccia della madre, scurendosi anch'esse con l'età. Tuttavia, le femmine tornano bionde una volta raggiunta la maturità sessuale, mantenendo solo una calotta nera sulla sommità della testa.

## Distribuzione e habitat
L'areale del gibbone dalle guance rosa comprende l'estremo sud del Laos, il Vietnam meridionale e la Cambogia orientale ed è limitato a Sud e a Ovest dal Mekong. L'habitat è costituito dalla foresta pluviale tropicale.

## Biologia

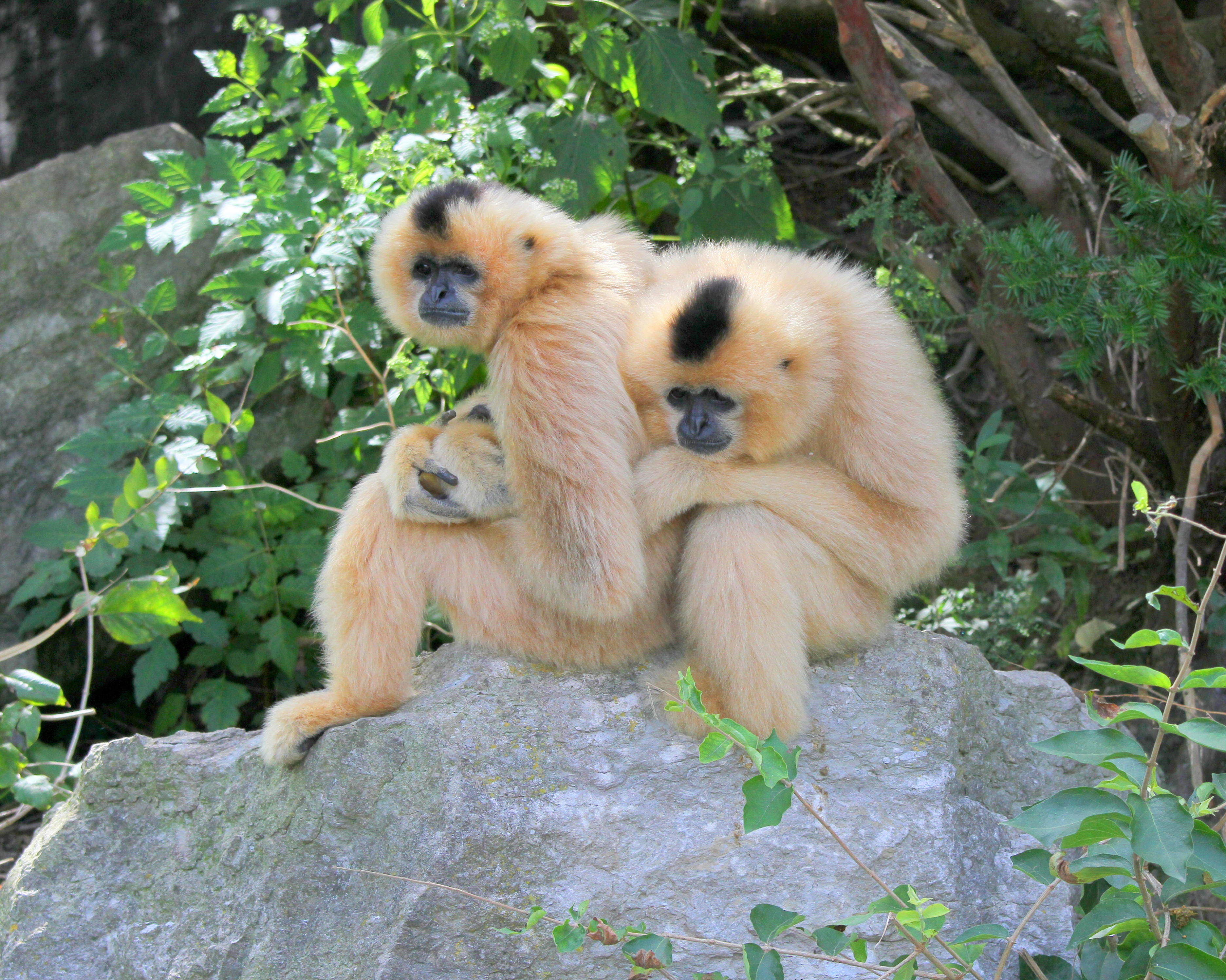
Femmine adulte, allo zoo di Cincinnati

Questo gibbone diurno e arboricolo vive nelle foreste tropicali primarie, e si nutre prevalentemente di frutta, sebbene la sua dieta includa anche foglie, fiori e, occasionalmente, insetti. 
Questi animali vivono in gruppi familiari, che comunicano tramite vocalizzi e canti. Il gruppo comincia le sue vocalizzazioni ad alta voce la mattina presto. I loro canti servono, probabilmente, a difendere risorse come territori, alberi da cibo, partner, ma possono anche aiutare ad attrarre potenziali compagni. I duetti avvengono tra coppie accoppiate, il canto è coordinato e contiene frasi specifiche per ciascun sesso. La gestazione dura circa sette mesi. Il cucciolo, indipendentemente dal sesso, è inizialmente di colore giallo-bruno e dopo circa un anno assume il colore nero. Solo dopo avere raggiunto la maturità sessuale (tra i 6 e gli 8 anni) le femmine assumono il loro colore caratteristico.
Si conosce relativamente poco di questa specie in natura, ma si pensa che abbia una durata di vita media di circa 46 anni.

## Conservazione

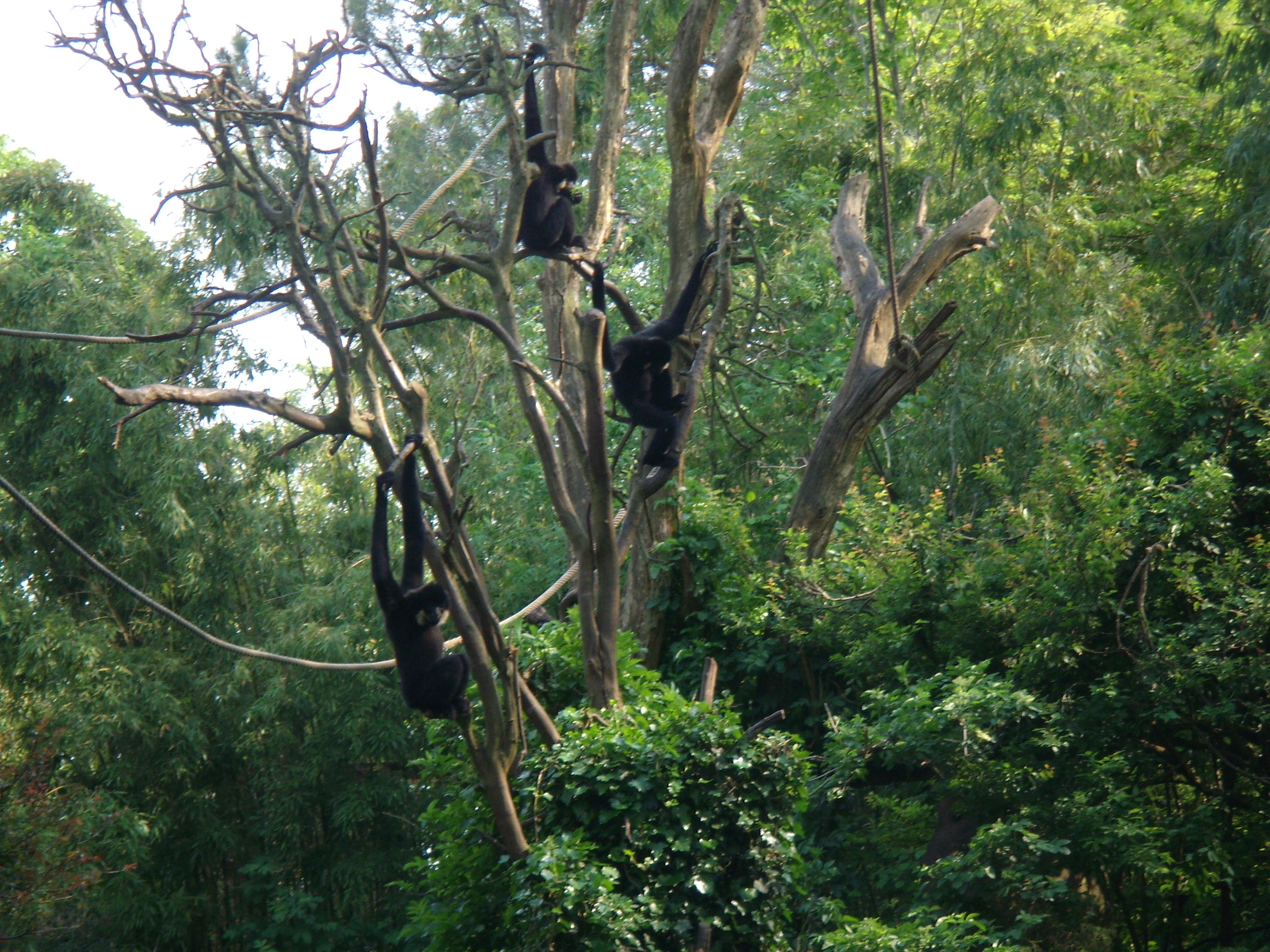
Gruppo di maschi, allo Zoo de Doué

La Lista rossa IUCN classifica Nomascus gabriellae come specie in pericolo di estinzione (Endangered).
La più grande popolazione conosciuta di questa specie si trova nel Keo Seima Wildlife Sanctuary in Cambogia, stimata a 1432 individui, nel 2020. La popolazione sembra essere stabile nell'ultimo decennio. Sono attivi diversi programmi di conservazione nel sito, tra cui la gestione delle aree protette supportata dalla Wildlife Conservation Society e un progetto di ecoturismo comunitario incentrato sui gibboni abituati alla presenza umana. Una grande popolazione selvatica protetta può essere trovata nel Parco nazionale di Cat Tien: dove una collaborazione con l'Endangered Asian Species Trust (Regno Unito) e il Pingtung Wildlife Rescue Centre (Taiwan) ha fondato il Dao Tien Endangered Primate Species Centre, specializzato nel salvataggio, nella riabilitazione e nel rilascio di N. gabriellae e altri primati in via di estinzione.